# Die wundersame Schustersfrau
Die wundersame Schustersfrau ist eine Oper in zwei Akten von Udo Zimmermann nach der „farsa violenta“ La zapatera prodigiosa (1930) von Federico García Lorca in der Übersetzung (1954) von Enrique Beck. Die Uraufführung fand am 25. April 1982 im Schlosstheater Schwetzingen statt.

## Handlung

### Erster Akt
Schusterhaus
In der Mitte der Bühne der völlig weiße Arbeitsraum des Schusters mit Arbeitstisch und Werkzeug, einem großen Fenster, einer großen Tür und weiteren Türen links und rechts. Das Haus steht in der Mitte zweier parallel verlaufender Straßen, die sich im Horizont vereinen. Die Fassaden der Häuser sind weiß mit einigen grauen Türen und Fenstern. Die Häuser überragen teilweise das Schusterhaus, sodass deren Bewohner darauf herabsehen können. Alles drückt Optimismus und Freude aus.
Der ältliche Schuster ist mit einer mehr als dreißig Jahre jüngeren schönen Frau verheiratet, die er bereits als armes Mädchen zu sich genommen hatte. Die Nachbarinnen halten sie für lüstern und verdorben. Doch auch die Schustersfrau ist unzufrieden. Ihr Mann ist solide und konventionell eingestellt, doch sie selbst hat einen temperamentvollen Charakter. Ihr einziger Vertrauter in dieser Lage ist ein Knabe, dem sie eine Puppe schenkt. Es kommt zum Streit zwischen den Eheleuten, bei dem die Frau ihrem Mann ihre entgangenen Chancen bei Emiliano und anderen vorhält (andalusischer Volkstanz „Zorongo“). Der Schuster ist schwer getroffen, doch in seinem Selbstmitleid gibt er seiner verstorbenen Schwester die Schuld an dem Dilemma.
Die Rote Nachbarin kommt mit ihren Töchtern herein, um ihre reparierten Schuhe abzuholen. Sie schachert mit dem Schuster und bezahlt letztlich nur eine einzige Pesete für seine Arbeit. Die Schustersfrau nennt die Rote Nachbarin eine Diebin und entreißt ihr die Schuhe wieder, für die sie nun zehn Peseten verlangt. Nach einem lauten Streit der beiden Frauen bringen die Töchter die Nachbarin schließlich dazu, das Haus zu verlassen. Die Schustersfrau stellt ihren Mann zur Rede für seine Nachgiebigkeit, doch der entgegnet, dass er kein Aufsehen erregen wolle. Er hält ihren Gerechtigkeitssinn für provozierend.
Der Bürgermeister erklärt dem Schuster seine Ansichten über den Umgang mit Frauen. Er selbst hatte bereits vier Frauen, die er allesamt durch Prügel völlig unter Kontrolle gebracht hatte. Auch der Schuster solle seine Frau gelegentlich treten oder mit dem „Stock“ disziplinieren. Der Schuster gibt seine Schwäche zu und ergänzt, dass er seine Frau nicht mehr liebe. Als diese nebenan das Lied „Los reyes de la baraja“ („Die Könige im Kartenspiel“) trällert, wird er ungehalten über den Lärm. Doch dann tritt sie ins Zimmer, und der Bürgermeister macht ihr den Hof. Der Schuster wirft ihn hinaus. Nach einem weiteren Streit mit seiner Frau verlässt er das Zimmer. Diese flüchtet sich in einen Traum von ihrem imaginären perfekten Liebhaber Emiliano („Zorongo“).
Nacheinander werben der schwächliche Don Amsel und der hartnäckige Bursche mit der Schärpe um die Schustersfrau. Sie weist beide grob zurück. Der Schuster, der seine Lage nicht mehr ertragen kann, verlässt nach einem Gebet ohne Abschied das Haus. Im Hintergrund singen zwei Frauenchöre Marienlieder.
Als die Schustersfrau zum Essen ruft, kommt ihr Mann nicht. Sie kümmert sich stattdessen um den Jungen, der von den Dorfbewohnern geschickt wurde, um ihr zu sagen, dass der Mann fortgegangen ist. Bevor er es ihr mitteilen kann, wird er jedoch von einem ins Zimmer geratenen Schmetterling abgelenkt. Er jagt ihm nach und will ihm ins Freie folgen. Erst beim Hinauslaufen ruft er ihr die Nachricht zu. Tief getroffen beschimpft die Schustersfrau die Nachbarinnen, die ins Haus kommen, um ihr scheinheilig Trost zu spenden. Sie kann jedoch nur an ihren geliebten Mann denken: „Nein, ich füge mich nicht!“. Die Frauen verlassen schließlich die Wohnung.
Während die Schustersfrau einsam auf einem Stuhl sitzt, kehrt der Knabe zurück, als verfolgte er immer noch den Schmetterling. Er bleibt stehen und singt das Lied vom „Schönen Schmetterling“. Die Musik verklingt, während sich die Szene verdunkelt.

### Zweiter Akt
Taverne im Haus des Schusters
Da die Schustersfrau nun selbst für ihren Unterhalt aufkommen muss, hat sie im Schusterhaus eine Taverne eröffnet. Immer noch ist ihr Verhältnis zu den Mitmenschen problematisch. Die männlichen Gäste, darunter der Bursche mit der Schärpe und Don Amsel, kommen weniger der Getränke wegen, sondern um ihre Schönheit zu bewundern. Sie kann sich ihrer Anträge nur mühsam erwehren und besteht darauf, bis zum Tod mit ihrem Mann verheiratet zu sein. Der Knabe berichtet, das ein anderer Junge Spottverse („Coplas“) auf sie gesungen habe. Sie erfährt, dass die Dorfbewohner sie für verantwortlich für den Fortgang des Schusters halten. Da sie selbst andererseits ihnen die Schuld gegeben hatte, bricht sie in Tränen aus. Sie denkt traumhaft verklärend an ihren Ehemann.
Da nähern sich unsichtbar zwei Gruppen von Copla-Sängern, um sie zu verspotten. Der Bürgermeister tritt herein. Die Frau bittet ihn um Hilfe gegen die Spötter, doch er behauptet, bereits einige von ihnen ins Gefängnis gesperrt zu haben. Der Junge verspricht, ihr zur Verteidigung den Säbel seines Großvaters zu bringen. Als der Bürgermeister mit der Frau alleine ist, versucht er, sie mit Schmeicheleien, Versprechungen und Drohungen für sich zu gewinnen. Die Frau geht nicht darauf ein. Ein „szenischer Monolog“ mit dem Titel „Ich bin und bleibe Schustersfrau“ beschreibt ihre zunehmende Ratlosigkeit und Verzweiflung, die bis zu einem Schreien ansteigt. Schließlich verlässt sie fluchtartig den Raum.
In einer weiteren pantomimischen Szene erscheint der als Puppenspieler verkleidete Schuster, der die Maske ablegt und sich andächtig niederkniet. Anschließend schaut er sich im Zimmer um, öffnet innerlich bewegt das Fenster und die Tür, um tief durchzuatmen. Er schließt die Tür wieder und bleibt stehen. Er setzt die Maske wieder auf, als seine Frau zurückkehrt. Sie erschrickt bei seinem Anblick, erkennt ihn aber nicht. Der Knabe verkündet die Ankunft „fahrender Leute“, die kurz darauf ins Haus treten. Auch der Knabe, die Nachbarinnen und der Bürgermeister kommen herein, um das Schauspiel zu betrachten. Der Puppenspieler verkündet das Thema des Spiels, „das Leben von innen“. Es handle von den Taten des „allzu ruhigen Schusters“ und zeige, wie man schwatzhaften Frauen das Maul stopfe. Die Frau fühlt sich an ihren Mann erinnert – doch obwohl der Knabe findet, dass seine Stimme der des Schusters ähnele, erkennt sie selbst seine Stimme nicht. Das folgende Spiel der Truppe erzählt voller Anspielungen die Geschichte der Ehe eines älteren Sattlers und seiner jungen Frau. Plötzlich ist von draußen ein lauter Schrei zu hören: Eine Messerstecherei in der Nähe bereitet der Aufführung ein Ende. Die Dorfbewohner geben wieder der Schustersfrau die Schuld und fliehen aus ihrem Haus.
Der Puppenspieler nähert sich der verzweifelten Frau, um sie zu trösten. Sie erzählt ihm, dass sie von ihrem Mann verlassen worden sei, woran die Nachbarn die Schuld trügen, da sie ihn geliebt habe. Der Schuster tröstet sie mit einem Hinweis auf seine eigene Lebensgeschichte. Er selbst habe seine Frau verlassen und sei nun zurückgekehrt, um ihr zu vergeben.
Der Knabe berichtet von der Messerstecherei: Drei Männer haben sich wegen der Schustersfrau bekämpft. Nun seien die Nachbarinnen fest entschlossen, sie aus dem Dorf zu vertreiben. Die Männer dagegen verlangten, dass weitere Coplas gesungen werden. Der Knabe geht mit der Frau hinaus. Unterdessen drängen die Nachbarinnen den Puppenspieler zum zügigen Aufbruch, denn im Haus einer solchen Frau dürfe er nicht bleiben. Nachdem die Frauen gegangen sind und die Schustersfrau zurückgekehrt ist, verabschiedet sich der Puppenspieler von ihr. Beide wünschen einander Glück. Dabei gesteht die Frau, dass sie ihren Mann grenzenlos liebe. Gerührt lässt der Puppenspieler seine Maske fallen. Während die Dorfbewohner draußen ihre bedrohlich wirkenden Coplas singen, fällt sich das Paar in die Arme.
Doch das wiedergefundene Glück ist trügerisch. Nach einer nachdenklichen instrumentalen Szene, während der der Schuster an seinem Arbeitstisch sitzt und seine Frau unbeholfen und melancholisch durch den Raum tanzt, sagt sie: „Ich bin ja so unglücklich! – Mit diesem Mann, den mir Gott gegeben hat!“ Die Oper endet mit einer letzten Pantomime, in der die Schustersfrau resignierend auf einem Stuhl niedersinkt. Der Schuster schaut sie verständnislos an, sie blickt zurück, und beide bleiben regungslos, während das Licht verlöscht.

## Gestaltung
Zimmermann selbst gab Hinweise zur Interpretation. Demnach handele es nicht hauptsächlich um ein „soziales Stück“, in dem „eine spießbürgerliche Umwelt eine Ehe kaputtmacht“. Wichtiger sei die „Frauenseele, die Selbstverwirklichung einer Frau“. Sigrid Neef zufolge liegt das „philosophisch-ethische Programm“ der Oper in einem „Plädoyer für Offenheit jeder Situation, jedem Gefühl und Gedanken gegenüber, für das Wunderbare und Unangepaßte in jedem Menschen.“:564
Die Librettofassung von García Lorcas „farsa violenta“ ist nicht nur eine einfache Einrichtung durch Kürzungen oder Textumstellungen, sondern eine Bearbeitung in Richtung eines lyrischen Dramas, die auf Härten und scharfe Kontraste verzichtet. Zimmermann empfand die nach „außen geführte, explosive, furienhafte Figur“ der Schustersfrau im ersten Akt der Vorlage als „sehr unangenehm“ (Zimmermann 1982). Als Ergebnis entstand „eine der schönsten, ausdruckreichsten Frauenpartien des 20. Jahrhunderts“ (Wolfgang Lange, 1982). Anstelle des Komödiantischen wurde die „Sehnsucht des Menschen“ zum Hauptthema.:566f
Sigrid Neef schrieb: „Die besondere Schönheit von Zimmermanns Oper besteht gerade darin, daß er allen Gestalten, selbst Randfiguren, ein Recht gibt, besser und bedeutsamer zu sein, als sie es unter den gegebenen Umständen sein können.“:567 Nicht nur die Schustersfrau ist psychologisch feiner gezeichnet als in der Vorlage, sondern auch der Schuster beim Puppenspieler-Auftritt (Sechsachtel-Notturno der Streicher), der Knabe (Schmetterlingslied in D-Dur) oder der Bürgermeister (verzerrter Walzer mit Zwölftonreihe).
Zimmermann unterscheidet in seiner Komposition deutlich zwischen „Situation“ und „Figur“. Er schrieb dazu: „Die ‚Situation‘ ist mehr oder weniger durch ein Strukturverhalten gekennzeichnet, welches sich im Orchester ausdrückt, während die ‚Figur‘ durch ihr vokales Verhalten charakterisiert wird.“ Er glaubte, dieses Verfahren von Giuseppe Verdi übernommen zu haben. Für die Strukturen nutzte er gelegentlich „bestimmte Reihen mit sieben oder neun oder elf Tönen,“ für die Figuren dagegen „charakteristische Intervallspannungen“.
Die Oper beginnt mit dem winzigen Klagemotiv der fallenden kleinen Sekunde, das in verschiedenen Metren und mit unterschiedlichem Charakter mal unisono von den Streichern und mal kanonisch als Flötenduett verarbeitet wird, bis es wie der Anfang eines Lieds wirkt. Die Nachbarinnen übernehmen das „Rufen und Singen der Instrumente“ zunächst mit dem Charakter der „Sehnsucht nach dem Wunderbaren“, dann immer heftiger, bis sich ein „Gürtel aus Dornen und lautem Gelächter“ um die Schustersfrau bildet.:567
Gelegentlich nutzte Zimmermann Zitate aus der Volksmusik, um den „Gestus der spanischen […] Musiziermodelle zu erfassen“, in denen sich auch „das Wesen der Figuren“ darstellen lasse. Ein besonderer Schwerpunkt dabei liegt auf dem „Cante jondo“, einer „Intervall-Intonation, die ständig zwischen Dur und Moll schwankt, die sich nie auf eine Tonika einläßt und in einer Dominant-Situation hängenbleibt.“ Mit dieser Struktur beginnt die Oper, und sie erscheint im ersten Akt noch drei weitere Male bis zum Weggang des Schusters. Erst bei ihrer Versöhnung am Schluss taucht sie erneut auf. Dort ist sie auch als „Frage“ zu interpretieren. Die „schwebende Tonalität entspricht der Handlung zwischen Komödie und Tragödie, zwischen Realem und Erträumtem.“
Ein wörtliches Musikzitat ist der „Zorongo“, ein andalusischer Volkstanz, mit dem Zimmermann die Träumereien der Schustersfrau von ihrem imaginären Liebhaber Emiliano (in Szene I.4 als kanonisches Pizzicato der Streicher mit Begleitung von Celesta, Klavier und Harfe bzw. in Szene I.11 als Vokalise mit Flöte und Gitarre) oder ihrem idealisierten Ehemann kennzeichnet. Im zweiten Akt verwandelt sich der „Zorongo“ in das Spottlied der Nachbarn.
Die beiden letzten Szenen der Oper hat Zimmermann in Form „szenischer Monologe“ gestaltet. Hier spielen die beiden Sänger auf der Bühne, ohne zu singen. Ihre inneren Vorgänge werden ausschließlich instrumental dargestellt. Zimmermann wollte damit zum einen auf die Verfahren moderner Opernregisseure eingehen, auch Ouvertüren und Zwischenspiele szenisch zu deuten, und andererseits eine Verbindung zum Ende des ersten Akts schaffen.:570
Einige Szenen enthalten aleatorische Elemente.

### Instrumentation
Die Orchesterbesetzung der Oper enthält die folgenden Instrumente:
- Holzbläser: zwei Flöten (auch Piccolo und Altflöte), Oboe (auch Englischhorn), zwei Klarinetten (2. auch Bassklarinette), Fagott (auch Kontrafagott)
- Blechbläser: zwei Hörner, zwei Trompeten, zwei Posaunen (2. auch Bassposaune), Tuba (auch Kontrabasstuba)
- Pauken, Schlagzeug (zwei Spieler):
  - I: drei Triangeln, drei Becken, Glockenspiel, Xylophon, drei Holzblöcke, drei Tomtoms, drei Tamtams
  - II: Crotales, drei Becken, Röhrenglocken, Vibraphon, drei Bongos
- Gitarre
- Harfe
- Celesta, Klavier
- Streicher
- Bühnenmusik: Flöte, Gitarre, Akkordeon
- Verschiedene Tonbandeinspielungen

## Werkgeschichte
Die wundersame Schustersfrau ist Udo Zimmermanns fünfte Oper und die erste, die außerhalb der DDR uraufgeführt wurde. Er erhielt im Abstand von mehreren Jahren gleich drei Aufträge für eine Vertonung von Federico García Lorcas „farsa violenta“ La zapatera prodigiosa aus dem Jahr 1930. Zunächst beauftragte ihn 1971 die Dresdner Staatsoper mit einer Opernfassung. 1975 war eine Ballettmusik für die Komische Oper Berlin vorgesehen. Diese beiden Aufträge scheiterten jedoch, da García Lorcas Erben das Stück erst 1977:566/1978 für Zimmermann freigaben. Den dritten Auftrag zu der letztlich realisierten Oper Die wundersame Schustersfrau erhielt er vom Süddeutschen Rundfunk Stuttgart nach dem Erfolg seiner Oper Der Schuhu und die fliegende Prinzessin bei den Schwetzinger Festspielen 1977.
Historisches Vorbild für Lorcas Zapatera prodigiosa war die exzentrische spanische Schriftstellerin und Künstlerin Agustina González López. Das Libretto basiert auf der „einzig berechtigten deutschen Nachdichtung“ von Enrique Beck. Die Einrichtung übernahm der Komponist selbst zusammen mit Lutz Eberhard Schmidt. Die Komposition stellte Zimmermann 1981 fertig. Den Stoff hatte schon 1949 der Komponist Juan José Castro in seiner Oper La zapatera prodigiosa vertont.
Die Uraufführung von Zimmermans Oper fand am 27. April 1982 im Rahmen der Schwetzinger Festspiele mit dem Ensemble der Hamburgischen Staatsoper im Schlosstheater Schwetzingen statt. Die musikalische Leitung hatte Peter Gülke, Regie führte Alfred Kirchner, und die Ausstattung stammte von Axel Manthey. Zu den Sängern zählten Lisbeth Balslev (Schustersfrau), Franz Grundheber (Schuster) und Ude Krekow (Bürgermeister). Die Uraufführung war ein großer Erfolg, der neben der Regie (nichtnaturalistische Spielweise mit deutlichen visuellen Zeichen für die inneren Vorgänge) auch den Darstellern Balslev und Grundheber zu verdanken war.:571
Noch in derselben Spielzeit gab es weitere Produktionen. Aufführungen gab es beispielsweise in Karlsruhe, Bielefeld und Leipzig (Regie: Günter Lohse). Besonders positive Kritiken erhielt eine Produktion der Berliner Staatsoper von 1983 (Dirigent: Gert Bahner, Regie: Erhard Fischer, Bühne: Wilfried Werz; Sänger: Helena Holmberg, Rolf Haunstein, Bernd Zettisch).
Der Regisseur Michael Heinicke erstellte 1985 in Bautzen eine an kleinere Bühnen angepasste Fassung, die u. a. in Meiningen, Bielefeld, Nürnberg, 1988 in München (anlässlich der ersten Münchener Biennale), 1989 in Bonn (Dirigent: Zimmermann, Inszenierung: Christine Mielitz, Bühnenbild: Peter Heilein; Maria Husmann, Rolf Haunstein), 1992 in Regensburg, 1993 in Klagenfurt und 1995 an der Deutschen Oper am Rhein in Duisburg gespielt wurde.:571

## Aufnahmen
Eine Veröffentlichung der vollständigen Oper auf Tonträger steht noch aus (Stand 2017). Ausschnitte aus dem zweiten Akt (Szenen 7–8 und 10–11) wurden im Rahmen der Reihe Musik in Deutschland 1950–2000 unter dem Titel Nach- und Nachtgesänge – Oper 1977–1987 – Werke von Kirchner, U. Zimmermann, Matthus, W. Zimmermann, Rihm herausgegeben (CD BMG 74321 73543 2). Peter Gülke leitete das Philharmonische Staatsorchester Hamburg. Es sangen Lisbeth Balslev (Schustersfrau), Franz Grundheber (Schuster), Ude Krekow (Bürgermeister), Hildegard Kronstein-Uhrmacher (Gelbe Nachbarin), Yoko Kawahara (Grüne Nachbarin), Gertrud Ottenthal (Violette Nachbarin), Olive Fredericks (Rote Nachbarin) und Ursula Boese (Schwarze Nachbarin).